# British Home Championship de 1883–84
Predefinição:Infobox international football competitionO British Home Championship de 1883-84 foi o primeiro torneio internacional de futebol, disputado entre os países que na época constituíam as nações do Reino Unido ; Inglaterra, Escócia, País de Gales e Irlanda . Os jogos internacionais de futebol começaram com jogos anuais disputados entre a Inglaterra e a Escócia em 1872 e a eles se juntaram o País de Gales em 1876 e a Irlanda em 1882.

## Tabela
| Pos | Seleção       | J | V | E | D | GP | GC | SG  | Pts |
| --- | ------------- | - | - | - | - | -- | -- | --- | --- |
| 1   | Escócia (C)   | 3 | 3 | 0 | 0 | 10 | 1  | +9  | 6   |
| 2   | Inglaterra    | 3 | 2 | 0 | 1 | 12 | 2  | +10 | 4   |
| 3   | País de Gales | 3 | 1 | 0 | 2 | 7  | 8  | −1  | 2   |
| 4   | Irlanda       | 3 | 0 | 0 | 3 | 1  | 19 | −18 | 0   |

## Resultados
| 26 de janeiro de 1884 | Irlanda | 0-5 | Escócia | Ulster Cricket Ground, Belfast                      |
|                       |         |     |         | Público: 2 000 Árbitro: Thomas Hindle, (Inglaterra) |

| 9 de fevereiro de 1884 | País de Gales | 6-0 | Irlanda | Racecourse Ground, Wrexham                         |
|                        |               |     |         | Público: 2 000 Árbitro: Robert Sloane (Inglaterra) |

| 23 de fevereiro de 1884 | Irlanda | 1-8 | Inglaterra | Ulster Cricket Ground, Belfast                  |
|                         |         |     |            | Público: 3 000 Árbitro: Thomas Lawrie (Escócia) |

| 15 de março de 1884 | Escócia | 1-0 | Inglaterra | Cathkin Park, Glasgow                            |
|                     |         |     |            | Público: 10 000 Árbitro: John Sinclair (Irlanda) |

| 17 de março de 1884 | País de Gales | 0-4 | Inglaterra | Racecourse Ground, Wrexham                         |
|                     |               |     |            | Público: 4 500 Árbitro: Sydney Broadfoot (Escócia) |

| 29 de março de 1884 | Escócia | 4-1 | País de Gales | Cathkin Park, Glasgow                                 |
|                     |         |     |               | Público: 5 000 Árbitro: Robert M. Sloane (Inglaterra) |